# 로보카폴리
《로보카폴리》(Robocar Poli)는 로이비쥬얼이 제작한 대한민국의 어린이 텔레비전 애니메이션이다.
2011년 프랑스 MIP 쥬니어 라이선싱 챌린지에서 1위에 선정되었으며 2011년 2월 28일부터 EBS1을 통해 첫 선을 보였다.
우정사업본부에서 2011년 3월 12일 한국의 캐릭터 시리즈 세 번째 묶음 우표로 로보카폴리 우표를 발행하였다.

## 에피소드
| 시즌 | 시즌 | 회수 | 방송 날짜        | 방송 날짜        |
| 시즌 | 시즌 | 회수 | 시즌 시작        | 시즌 종료        |
| ---- | ---- | ---- | ---------------- | ---------------- |
|      | 1    | 26   | 2011년 2월 28일  | 2011년 7월 12일  |
|      | 2    | 26   | 2011년 12월 26일 | 2012년 5월 15일  |
|      | 3    | 26   | 2014년 2월 26일  | 2014년 5월 22일  |
|      | 4    | 26   | 2015년 8월 31일  | 2015년 11월 24일 |
|      | 5    | 16   | 2022년 3월 4일   | 2022년 12월 13일 |
|      | 6    | 26   | 2026년           | 2026년           |

## 방송 일시
| 방송 채널    | 방송 시간                                 | 구분              | 방송 기간                                                          |
| ------------ | ----------------------------------------- | ----------------- | ------------------------------------------------------------------ |
| EBS1         | 월요일, 화요일 오전 8시 20분 (15분)       | 본방송            | 2011년 2월 28일 ~ 11월 8일 2011년 12월 26일 ~ 2012년 2월 21일      |
| EBS1         | 토요일 오전 9시 ~ 9시 30분                | 종합 편성         | 2011년 3월 5일 ~ 8월 27일                                          |
| EBS1         | 토요일 오전 9시 30분 (30분)               | 종합 편성         | 2011년 9월 3일 ~ 11월 12일 2011년 12월 31일 ~ 2012년 2월 25일      |
| EBS1         | 월요일, 화요일 오전 7시 45분 (15분)       | 본방송            | 2012년 2월 27일 ~ 2013년 2월 26일                                  |
| EBS1         | 월요일, 화요일 오후 5시 45분 (15분)       | 재방송            | 2011년 2월 28일 ~ 11월 8일 2011년 12월 26일 ~ 2012년 2월 21일      |
| EBS1         | 토요일 오전 8시(30분)                     | 종합 편성         | 2012년 3월 3일 ~ 2013년 2월 23일                                   |
| EBS1         | 월요일, 화요일 오후 5시 15분 (15분)       | 본방송            | 2013년 2월 25일 ~ 8월 20일                                         |
| EBS1         | 월요일, 화요일 오전 8시 30분 (15분)       | 재방송            | 2013년 2월 25일 ~ 8월 20일                                         |
| EBS1         | 일요일 오전 9시(30분)                     | 종합 편성         | 2013년 3월 3일 ~ 8월 25일                                          |
| EBS1         | 수요일, 목요일 오후 5시 45분 (15분)       | 본방송            | 2013년 8월 28일 ~ 2014년 2월 20일                                  |
| EBS1         | 수요일, 목요일 오전 7시 45분 (15분)       | 재방송            | 2013년 8월 28일 ~ 2015년 2월 26일                                  |
| EBS1         | 일요일 오전 8시 (30분)                    | 종합 편성         | 2013년 9월 1일 ~ 2015년 3월 1일                                    |
| EBS1         | 수요일, 목요일 오후 5시 30분 (15분)       | 본방송            | 2014년 2월 26일 ~ 2015년 2월 26일 2017년 3월 1일 ~ 2017년 8월 24일 |
| EBS1         | 수요일, 목요일 오후 5시 45분 (15분)       | 본방송            | 2015년 3월 4일 ~ 2015년 8월 27일                                   |
| EBS1         | 수요일, 목요일 오전 8시 15분 (15분)       | 재방송            | 2015년 3월 4일 ~ 2015년 8월 27일                                   |
| EBS1         | 토요일 오전 9시 (30분)                    | 종합 편성         | 2014년 9월 6일 ~ 2015년 8월 29일                                   |
| EBS1         | 월요일 ~ 목요일 오전 7시 45분 (15분)      | 본방송            | 2015년 8월 31일 ~ 2016년 2월 25일                                  |
| EBS1         | 월요일 ~ 목요일 오후 5시 45분 (15분)      | 재방송            | 2015년 8월 31일 ~ 2016년 2월 25일                                  |
| EBS1         | 일요일 오전 9시 (30분)                    | 종합 편성         | 2015년 9월 6일 ~ 2016년 2월 28일                                   |
| EBS1         | 월요일 ~ 화요일 오전 7시 30분 (15분)      | 본방송            | 2016년 2월 29일 ~ 2017년 2월 21일                                  |
| EBS1         | 월요일 ~ 화요일 오후 5시 30분 (15분)      | 재방송            | 2016년 2월 29일 ~ 2017년 2월 21일                                  |
| EBS1         | 토요일 오전 7시 (30분)                    | 종합 편성         | 2016년 3월 5일 ~ 2017년 2월 25일                                   |
| EBS1         | 월요일 ~ 화요일 오전 7시 30분 (15분)      | 재방송            | 2017년 2월 27일 ~ 2017년 8월 22일                                  |
| EBS1         | 월요일 오전 7시 30분 (15분)               | 전주재방          | 2017년 8월 28일 ~ 2018년 5월 28일                                  |
| EBS1         | 월요일 오후 5시 15분 (15분)               | 본방송            | 2017년 8월 28일 ~ 2018년 5월 28일                                  |
| EBS1         | 일요일 오전 7시(15분)                     | 재방송            | 2018년 3월 4일 ~ 2018년 6월 3일                                    |
| EBS1         | 금요일 오전 9시(30분)                     | 본방송            | 2018년 6월 1일 ~ 2018년 8월 24일                                   |
| EBS1         | 목요일 오후 2시 30분(30분)                | 종합 편성         | 2018년 6월 7일 ~ 2018년 8월 16일                                   |
| EBS1         | 금요일 오전 9시 15분(30분)                | 본방송            | 2018년 8월 31일 ~ 2019년 2월 22일                                  |
| EBS1         | 목요일 오후 2시 45분(30분)                | 재방송            | 2018년 8월 30일 ~ 2019년 2월 21일                                  |
| EBS1         | 월요일 ~ 화요일 오후 5시 30분(15분)       | 본방송            | 2019년 2월 25일 ~ 2019년 5월 21일                                  |
| EBS1         | 금요일 오전 9시(30분)                     | 재방송            | 2019년 3월 1일 ~ 2019년 5월 24일                                   |
| EBS1         | 월요일 ~ 수요일 오전 7시(15분)            | 본방송            | 2019년 5월 27일 ~ 2020년 3월 25일                                  |
| EBS1         | 평일 오전 7시 45분(15분)                  | 본방송            | 2020년 5월 25일 ~ 2020년 8월 21일                                  |
| EBS1         | 목요일과 금요일 오전 7시(15분)            | 재방송            | 2021년 9월 2일 ~ 2022년 2월 25일                                   |
| EBS1         | 금요일 오전 7시 45분(15분)                | 본방송            | 2022년 3월 4일 ~ 2022년 8월 26일                                   |
| EBS1         | 금요일 오후 5시 30분(15분)                | 전주재방          | 2022년 3월 4일 ~                                                   |
| EBS1         | 토요일 오전 8시 15분(15분)                | 재방송            | 2022년 3월 5일 ~ 2022년 8월 27일                                   |
| EBS1         | 월요일 ~ 화요일 오전 8시 20분(15분)       | 본방송            | 2022년 8월 29일 ~ 2023년 2월 21일                                  |
| EBS1         | 토요일 오전 8시(30분)                     | 종합 편성         | 2022년 9월 3일 ~ 2023년 2월 25일                                   |
| EBS1         | 화요일 저녁 6시(30분)                     | 종합 편성         | 2023년 2월 28일 ~ 2023년 3월 28일                                  |
| 투니버스     | 월요일 ~ 목요일 오전 10시 00분 (30분)     | 본방송 (2편 연속) | 2012년 3월 5일 ~ 5월 31일                                          |
| 투니버스     | 금요일 오전 9시 (30분)                    | 재방송 (2편 연속) | 2012년 3월 2일 ~ 5월 25일                                          |
| 투니버스     | 월요일 ~ 목요일 오전 11시 30분 (30분)     | 본방송 (2편 연속) | 2013년 3월 4일 ~ 2013년                                            |
| 투니버스     | 금요일 오전 10시 30분 (30분)              | 재방송 (2편 연속) | 2013년 3월 8일 ~ 2013년                                            |
| 투니버스     | 수요일 오전 5시 (1시간)                   | 재방송 (2편 연속) | 2024년 ~                                                           |
| EBS KIDS     | 평일 오전 10시 15분 (30분)                | 본방송            | 2012년 7월 2일 ~ 2014년 9월 26일                                   |
| EBS KIDS     | 평일 오후 1시 30분 (30분)                 | 재방송            | 2012년 7월 2일 ~ 2014년 9월 26일                                   |
| EBS KIDS     | 평일 오후 7시 (30분)                      | 삼방송            | 2012년 7월 2일 ~ 2014년 9월 26일                                   |
| EBS KIDS     | 토요일 오후 1시 ~ 2시 15분                | 종합 편성         | 2012년 7월 7일 ~ 2014년 9월 27일                                   |
| EBS KIDS     | 토요일 오후 6시 ~ 7시 15분                | 종합 편성         | 2012년 7월 7일 ~ 2014년 9월 27일                                   |
| EBS KIDS     | 일요일 오후 1시 15분 ~ 2시 30분           | 종합 편성         | 2012년 7월 8일 ~ 2014년 9월 28일                                   |
| EBS KIDS     | 일요일 오후 6시 15분 ~ 7시 30분           | 종합 편성         | 2012년 7월 8일 ~ 2014년 9월 28일                                   |
| EBS KIDS     | 평일 오후 2시 30분 (30분)                 | 본방송            | 2014년 9월 29일 ~ 2015년 3월 27일                                  |
| EBS KIDS     | 평일 오후 8시 30분 (30분)                 | 재방송            | 2014년 9월 29일 ~ 2015년 3월 27일                                  |
| EBS KIDS     | 토요일 오후 2시 15분 ~ 3시 30분           | 종합 편성         | 2014년 10월 4일 ~ 2015년 3월 28일                                  |
| EBS KIDS     | 일요일 오후 2시 30분 ~ 3시 45분           | 종합 편성         | 2014년 10월 5일 ~ 2015년 3월 29일                                  |
| EBS KIDS     | 평일 오전 10시 45분 (30분)                | 본방송            | 2015년 3월 30일 ~ 9월 25일                                         |
| EBS KIDS     | 평일 오후 3시 (30분)                      | 재방송            | 2015년 3월 30일 ~ 9월 25일                                         |
| EBS KIDS     | 평일 오후 8시 (30분)                      | 삼방송            | 2015년 3월 30일 ~ 9월 25일                                         |
| EBS KIDS     | 일요일 오전 7시 15분 ~ 9시 45분           | 종합 편성         | 2015년 4월 5일 ~ 2015년 9월 27일                                   |
| EBS KIDS     | 평일 오전 9시 45분 (60분)                 | 본방송            | 2015년 9월 28일 ~ 2016년 3월 11일                                  |
| EBS KIDS     | 평일 오후 6시 30분 (60분)                 | 재방송            | 2015년 9월 28일 ~ 2016년 2월 26일                                  |
| EBS KIDS     | 토요일 오전 10시 15분 ~ 오후 12시 00분    | 종합 편성         | 2015년 10월 3일 ~ 2016년 3월 12일                                  |
| EBS KIDS     | 일요일 오전 10시 45분 ~ 오후 12시 30분    | 종합 편성         | 2015년 10월 4일 ~ 2016년 3월 13일                                  |
| EBS KIDS     | 평일 오전 10시 30분 (60분)                | 본방송            | 2016년 3월 14일 ~ 2016년 9월 9일                                   |
| EBS KIDS     | 토요일 오전 11시 ~ 오후 12시 45분         | 종합 편성         | 2016년 3월 19일 ~ 2016년 9월 10일                                  |
| EBS KIDS     | 일요일 오전 11시 00분 ~ 오후 01시 00분    | 종합 편성         | 2016년 3월 20일 ~ 2016년 9월 11일                                  |
| EBS KIDS     | 평일 오전 11시(60분)                      | 본방송            | 2016년 9월 12일 ~ 2017년 3월 10일                                  |
| EBS KIDS     | 평일 오후 5시 (60분)                      | 재방송            | 2016년 9월 12일 ~ 2017년 3월 10일                                  |
| EBS KIDS     | 토요일 오후 1시 15분 ~ 오후 3시           | 종합 편성         | 2016년 9월 17일 ~ 2017년 3월 11일                                  |
| EBS KIDS     | 일요일 오후 1시 15분 ~ 오후 3시           | 종합 편성         | 2016년 9월 18일 ~ 2017년 3월 12일                                  |
| EBS KIDS     | 평일 오전 11시 (45분)                     | 본방송            | 2017년 3월 13일 ~ 2017년 12월 29일                                 |
| EBS KIDS     | 평일 오후 5시 (45분)                      | 재방송            | 2017년 3월 13일 ~ 2017년 12월 29일                                 |
| EBS KIDS     | 토요일 오후 4시 15분 ~ 오후 5시           | 종합 편성         | 2017년 3월 18일 ~ 9월 9일                                          |
| EBS KIDS     | 일요일 오후 4시 15분 ~ 오후 5시           | 종합 편성         | 2017년 3월 19일 ~ 9월 10일                                         |
| EBS KIDS     | 토요일 오후 4시 30분 ~ 오후 5시 15분      | 종합 편성         | 2017년 9월 16일 ~ 2017년 12월 30일                                 |
| EBS KIDS     | 일요일 오후 4시 30분 ~ 오후 5시 15분      | 종합 편성         | 2017년 9월 17일 ~ 2017년 12월 31일                                 |
| EBS KIDS     | 월요일 ~ 목요일 오후 12시 30분 ~ 오후 1시 | 본방송            | 2018년 1월 1일 ~                                                   |
| EBS KIDS     | 월요일 ~ 목요일 오후 7시 ~ 오후 7시 30분  | 재방송            | 2018년 1월 1일 ~                                                   |
| EBS KIDS     | 일요일 오후 12시 ~ 오후 2시               | 종합 편성         | 2018년 1월 7일 ~                                                   |
| 재능TV       | 평일 오전 9시 30분 ~ 10시                 | 본방송 (2편 연속) | 2013년 2월 12일 ~ 3월 15일                                         |
| 재능TV       | 토요일 오전 7시 ~ 8시 00분                | 재방송 (4편 연속) | 2013년 2월 17일 ~ 3월 30일                                         |
| 재능TV       | 일요일 오전 7시 ~ 8시                     | 재방송 (4편 연속) | 2013년 3월 10일 ~ 31일                                             |
| 재능TV       | 금요일 오전 9시 30분 ~ 10시               | 재방송 (4편 연속) | 2013년 3월 22일 ~ 2013년                                           |
| 재능TV       | 월~목요일 오전 9시 30분 ~ 10시            | 본방송 (2편 연속) | 2013년 3월 18일 ~ 2013년                                           |
| 대교어린이TV | 평일 오전 9시 0분 (30분)                  | 본방송 (2편 연속) | 2013년 4월 15일 ~ 5월 31일                                         |
| 대교어린이TV | 월~목요일 오후 12시 30분 (30분)           | 본방송 (2편 연속) | 2013년 6월 3일 ~ 7월 4일                                           |
| 대교어린이TV | 평일 오전 11시 00분 (30분)                | 본방송 (2편 연속) | 2013년 7월 15일 ~ 18일                                             |
| 키즈원       | 평일 오전 08시 (20분)                     | 본방송            | 2013년                                                             |
| EBS english  | 금요일 오전 8시 15분 (20분)               | 본방송            | 2014년 3월 7일 ~ 2015년 2월 27일                                   |
| EBS english  | 금요일 오전 9시 15분 (15분)               | 본방송            | 2015년 3월 6일 ~ 2015년 8월 28일                                   |
| EBS english  | 금요일 오후 2시 (30분)                    | 본방송            | 2015년 9월 4일 ~ 2016년 2월 26일                                   |
| EBS english  | 금요일 오전 8시 30분 (30분)               | 본방송            | 2016년 3월 4일 ~ 2016년 8월 26일                                   |
| EBS2         | 금요일 오전 8시 (15분)                    | 본방송            | 2015년 2월 13일 ~ 2월 27일                                         |
| EBS2         | 금요일 오후 1시 45분 (15분)               | 재방송            | 2015년 2월 13일 ~ 2월 27일                                         |
| EBS2         | 토요일 오전 8시 15분 (15분)               | 재방송            | 2015년 2월 14일 ~ 2월 28일                                         |
| EBS2         | 금요일 오전 10시 (15분)                   | 본방송            | 2015년 3월 6일 ~ 4월 3일                                           |
| EBS2         | 금요일 오후 7시 (15분)                    | 재방송            | 2015년 3월 6일 ~ 4월 3일                                           |
| EBS2         | 금요일 오전 10시 (15분)                   | 본방송            | 2015년 4월 10일 ~ 8월 28일                                         |
| EBS2         | 금요일 오전 10시 15분 (15분)              | 본방송            | 2015년 4월 10일 ~ 8월 28일                                         |
| EBS2         | 금요일 오후 7시 (15분)                    | 재방송            | 2015년 4월 10일 ~ 2016년 2월 26일                                  |
| EBS2         | 금요일 오후 7시 15분 (15분)               | 재방송            | 2015년 4월 10일 ~ 2016년 2월 26일                                  |
| EBS2         | 금요일 오전 9시 (15분)                    | 본방송            | 2015년 9월 4일 ~ 2016년 8월 26일                                   |
| EBS2         | 금요일 오전 9시 15분 (15분)               | 본방송            | 2015년 9월 4일 ~ 2016년 8월 26일                                   |
| EBS2         | 금요일 오후 6시 30분 (15분)               | 재방송            | 2016년 3월 4일 ~ 2016년 8월 26일                                   |
| EBS2         | 금요일 오후 6시 45분 (15분)               | 재방송            | 2016년 3월 4일 ~ 2016년 8월 26일                                   |
| KBS 키즈     | 월요일 오후 3시 55분 ~ 4시 55분           | 본방송 (4편 연속) | 2024년 12월 9일 ~ 12월 16일                                        |
| KBS 키즈     | 월요일 오후 4시 ~ 4시 55분                | 본방송 (4편 연속) | 2024년 12월 23일 ~                                                 |

### 해외 방송
| 국가           | 언어          | 제목                    | 채널                              | 방송 시작일      |
| -------------- | ------------- | ----------------------- | --------------------------------- | ---------------- |
| 프랑스         | 프랑스어      | Robocar Poli            | Piwi+                             | 2012년 4월 7일   |
| 프랑스         | 프랑스어      | Robocar Poli            | Gulli                             | 2013년 12월 23일 |
| 중화인민공화국 | 표준 중국어   | Poli波力                | CCTV-14                           | 2015년 10월 21일 |
| 중화민국       | 중화민국 국어 | 救援小英雄波力          | Yoyo TV                           | 2012년 5월       |
| 러시아         | 러시아어      | Робокар Поли            | STS                               | 2013년 2월 20일  |
| 일본           | 일본어        | ロボカーポリー          | TV 도쿄                           | 2013년 4월 6일   |
| 일본           | 일본어        | ロボカーポリー          | 키즈 스테이션                     | 빈칸             |
| 태국           | 태국어        | โรโบคาร์โพลี หน่วยกู้ภัยผู้พิทักษ์ | CH9                               | 2013년 8월 2일   |
| 태국           | 태국어        | โรโบคาร์โพลี หน่วยกู้ภัยผู้พิทักษ์ | 부메랑(태국) (Boomerang Thailand) | 2016년           |
| 이스라엘       | 히브리어      | רובואוטו פולי           | 닉 주니어                         | 2013년 10월 13일 |
| 중동           | 아랍어        | روبوكار بولي            | 바라엠                            | 2012년 9월       |
| 중동           | 아랍어        | روبوكار بولي            | 카날+                             | 빈칸             |
| 오스트레일리아 | 영어          | Robocar Poli            | GO!                               | 2014년 1월 20일  |

## 사운드 트랙
| #  | 제목                   | 작사   | 작곡   | 가수                                           | 재생 시간 |
| -- | ---------------------- | ------ | ------ | ---------------------------------------------- | --------- |
| 1. | 〈로보카 폴리 주제곡〉 | 이동우 | 신승준 | 유영진, 정혜원, 김찬희, 정희윤, 전아현, 손영혜 | 1:15      |